# Ogród Botaniczny „Jevremovac”
Ogród Botaniczny „Jevremovac” (serb. Botanička bašta „Jevremovac”) – ogród botaniczny w Belgradzie w Serbii, będący jednostką podległą Wydziałowi Biologii Uniwersytetu w Belgradzie.

## Historia
Placówka powstała w 1874 z inicjatywy Josifa Pančića (botanik serbski, 1814–1888) na podstawie decyzji Ministerstwa Edukacji i Spraw Religijnych Królestwa Serbii. Pančić został pierwszym zarządcą ogrodu. Ogród początkowo został niefortunnie ulokowany nad Dunajem w dzielnicy Dorćol, przez co dwukrotnie był niszczony podczas powodzi. W 1889 król Milan I Obrenowić przekazał na rzecz placówki majątek odziedziczony po dziadku Jevremie Obrenoviću pod warunkiem nazwania jej „Jevremovac”, dla jego upamiętnienia. Ogród został przeniesiony w docelowe miejsce, a niedługo po tym sprowadzono też z Drezna efektowny budynek szklarni. Lata świetności ogród przeżywał zwłaszcza w okresie międzywojennym XX wieku pod kierunkiem profesora Nedeljki Košanina. W 1995 placówka została uznana za pomnik przyrody o wielkim znaczeniu, a w 2007 za pomnik kultury. W latach 2013–2014 ogród przeszedł gruntowną modernizację (m.in. odremontowano szklarnię) sfinansowaną z funduszy preakcesyjnych UE i serbskich środków budżetowych.

## Kolekcja i działalność
W ogrodzie rośnie 350 gatunków drzew i krzewów rodzimych i egzotycznych, a ogółem 1,5 tys. gatunków różnych roślin. Są one pogrupowane według kryteriów geograficznych, ekologicznych i systematycznych. Na terenie ogrodu poza szklarnią znajdują się budynki Instytutu Botaniki (budynek administracyjny, herbarium, biblioteka, sala wykładowa, laboratoria). Ogród wspólnie z Instytutem Botaniki jest wydawcą półrocznika naukowego „Botanica Serbica” (dawniej „Bulletin of the Institute of Botany and Botanical Garden Belgrade”).
W ogrodzie prowadzona jest działalność z zakresu ochrony przyrody – ratowane są tu zagrożone gatunki flory Serbii. Są one namnażane (także w formie kultur in vitro) i uprawiane w ogrodzie w celu wzmocnienia ich populacji w naturze.

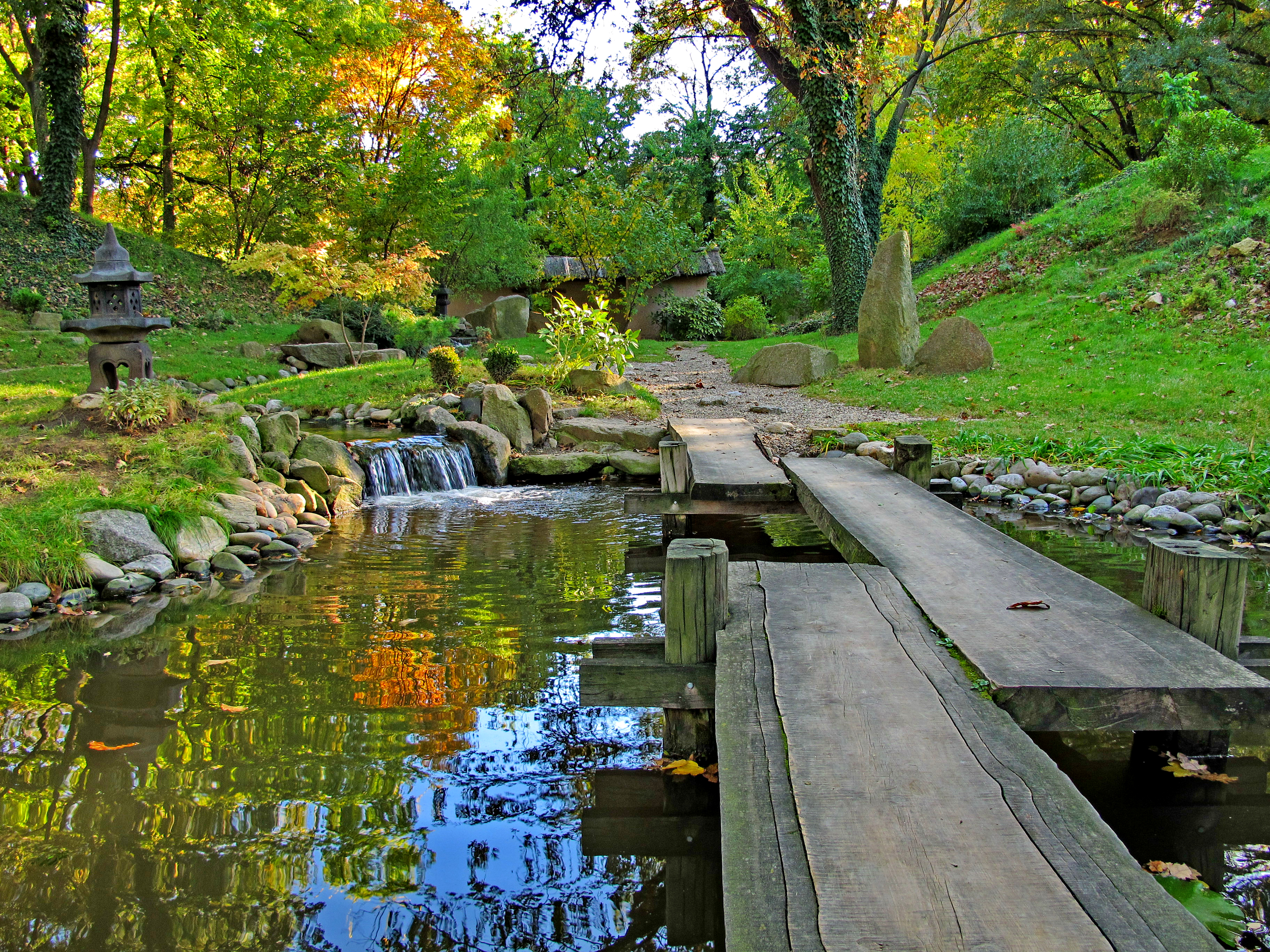
Ogród japoński
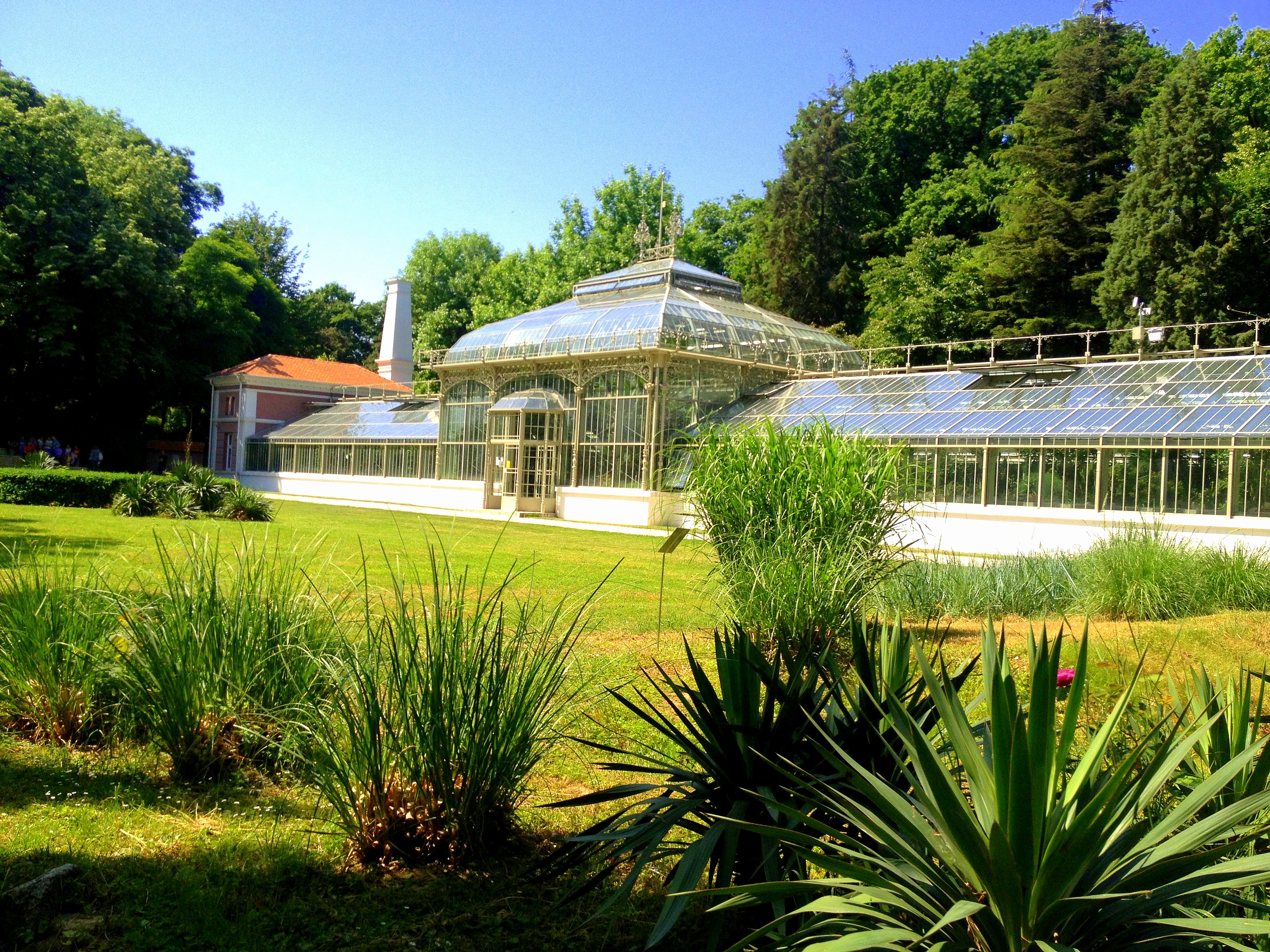
Szklarnia
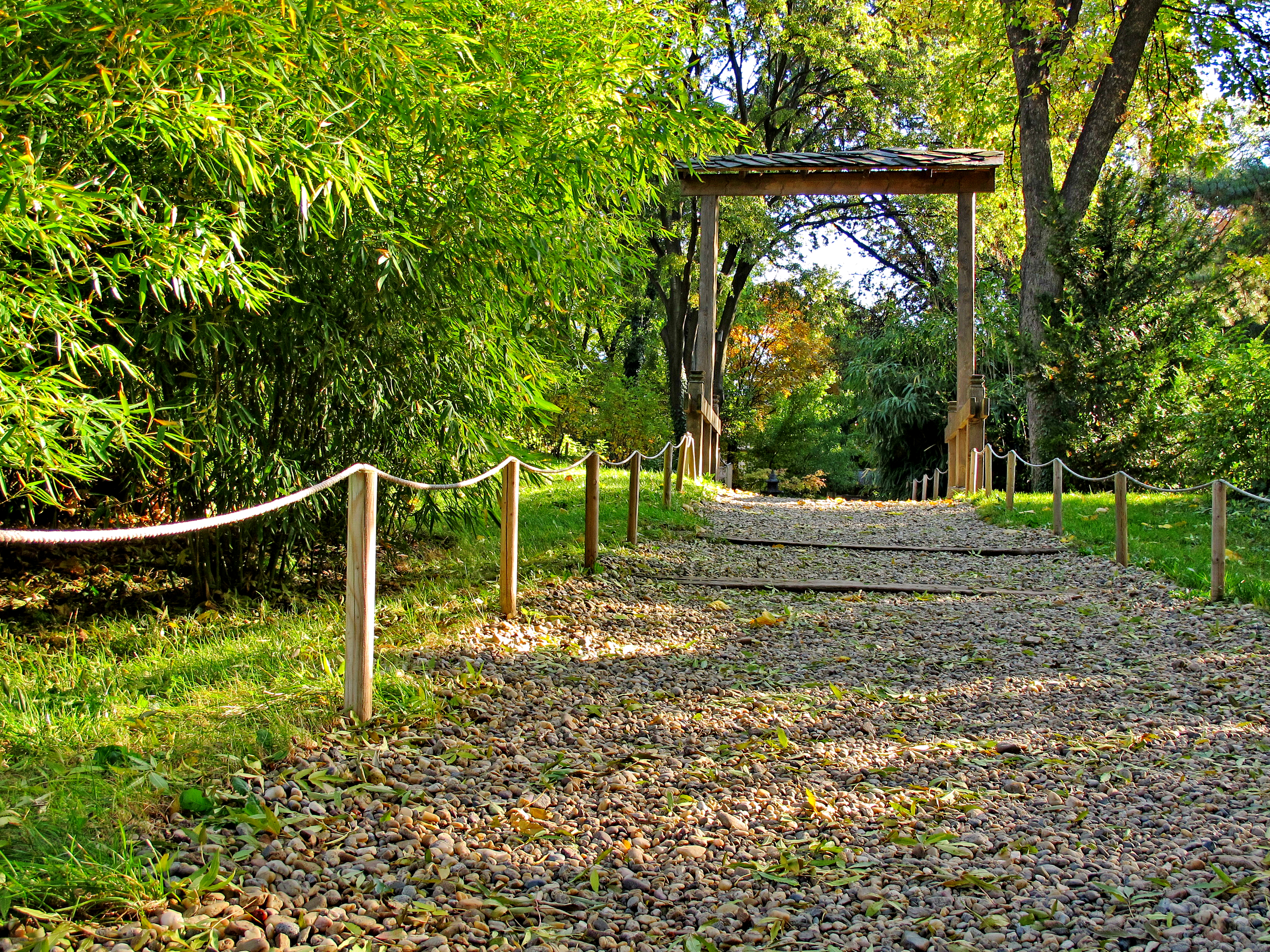
Alejka ogrodowa